# LZTFL1
LZTFL1 (англ. Leucine zipper transcription factor like 1) – білок, який кодується однойменним геном, розташованим у людей на 3-й хромосомі. Довжина поліпептидного ланцюга білка становить 299 амінокислот, а молекулярна маса — 34 592.
| 10         |  | 20         |  | 30         |  | 40         |  | 50         |
| ---------- |  | ---------- |  | ---------- |  | ---------- |  | ---------- |
| MAELGLNEHH |  | QNEVINYMRF |  | ARSKRGLRLK |  | TVDSCFQDLK |  | ESRLVEDTFT |
| IDEVSEVLNG |  | LQAVVHSEVE |  | SELINTAYTN |  | VLLLRQLFAQ |  | AEKWYLKLQT |
| DISELENREL |  | LEQVAEFEKA |  | EITSSNKKPI |  | LDVTKPKLAP |  | LNEGGTAELL |
| NKEILRLQEE |  | NEKLKSRLKT |  | IEIQATNALD |  | EKSKLEKALQ |  | DLQLDQGNQK |
| DFIKAQDLSN |  | LENTVAALKS |  | EFQKTLNDKT |  | ENQKSLEENL |  | ATAKHDLLRV |
| QEQLHMAEKE |  | LEKKFQQTAA |  | YRNMKEILTK |  | KNDQIKDLRK |  | RLAQYEPED  |

A: Аланін

C: Цистеїн

D: Аспарагінова кислота

E: Глутамінова кислота

F: Фенілаланін

G: Гліцин

H: Гістидин

I: Ізолейцин

K: Лізин

L: Лейцин

M: Метіонін

N: Аспарагін

P: Пролін

Q: Глутамін

R: Аргінін

S: Серин

T: Треонін

V: Валін

W: Триптофан

Задіяний у такому біологічному процесі, як альтернативний сплайсинг. 
Локалізований у цитоплазмі.